# Slooter

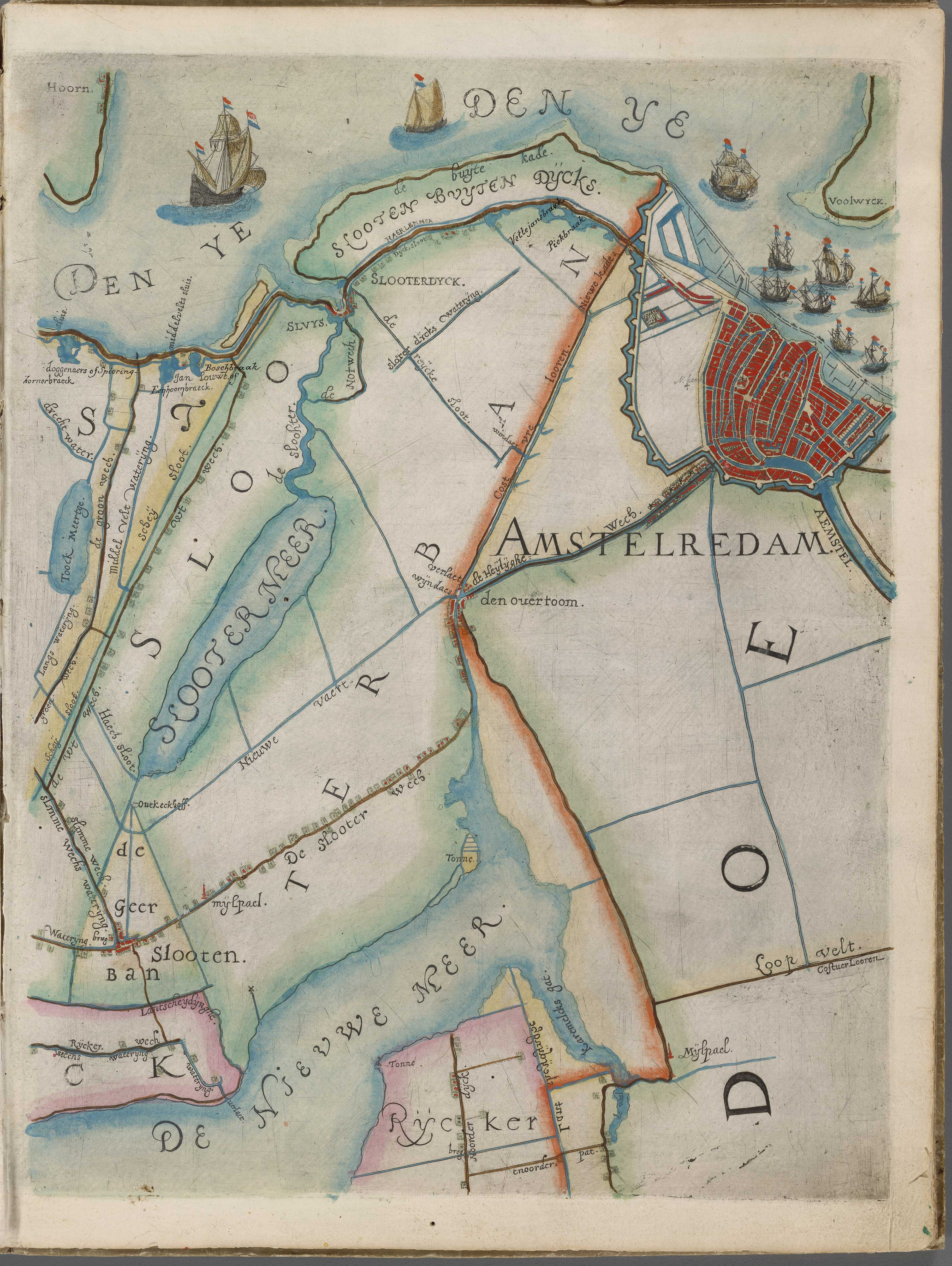
De (latere) Sloterpolder (Slooterban) met de nog niet drooggemaakte Slootermeer op een kaart van het hoogheemraadschap van Rijnland, Amsterdam, 1615. Floris Balthasar vervaardigde deze overzichtskaart samen met zijn zoon Balthasar Florisz. van Berckenrode, in opdracht van dijkgraaf en hoogheemraden van Rijnland.

De Slooter, Sloot,  Slochter of Sloter Die was een zijriviertje van het IJ en liep ten westen van Amsterdam van Sloten naar het IJ. Ter hoogte van Slooten Buyten Dijcks verbreedde het veenriviertje zich tot een brede monding naar het IJ.
Bij de ontginning van de veenwildernis ten oosten van Haarlem ontstond in de 11e eeuw aan dit riviertje de nederzetting Sloton, het latere Sloten. Omstreeks 1175 kwam het dorp Sloten op zijn huidige locatie te liggen. Het veenriviertje verbreedde zich in het midden door oeverafslag tot een meer, het Slootermeer dat onder invloed van de wind geleidelijk breder was geworden. De invloed van de overwegend zuidwestenwind was af te lezen aan de langgerekte vorm en aan de richting waarin het Slotermeer lag. Nabij het punt waar het riviertje overging in de brede monding werd een dam aangelegd, en ontstond de nederzetting Slooterdam, later Slooterdyck en nu Sloterdijk.
Na de drooglegging van het Slootermeer en de aanleg van de Sloterdijkermeerpolder in 1644 bleef alleen het gedeelte ten noorden van het voormalige Slootermeer over. Halverwege nabij de Sloterdijkermeerweg liep de Notwech naar het oosten en daarna naar het noorden richting Sloterdijk. De brede monding verdween bij de aanleg van de IJpolders.
In 1921 werd de gemeente Sloten door Amsterdam geannexeerd. Bij het opspuiten van het gebied met zand uit de tot de Sloterplas vergraven polder voor de bouw van de Westelijke Tuinsteden verdween na de Tweede Wereldoorlog het laatste restant van het riviertje, maar ook de Notwech, onder het zand.
De waterhuishouding in het gebied rond de Sloterplas doet nog aan dit riviertje herinneren omdat de Sloterplas in verbinding staat via grachten en kanalen met zowel de Ringvaart Haarlemmermeer als het IJ met meerdere Schutsluizen.